# Episodi di Black Jack
Questa è una lista degli episodi delle serie anime derivate dal manga Black Jack.

## Black Jack (OAV)
Dal manga, nel 1993 furono tratti 10 OAV, diretti da Osamu Dezaki. Il character design di questi OAV, curato da Akio Sugino, differisce molto da quello del manga, risultando molto più dettagliato e realistico rispetto al tratto originale di Tezuka. In Giappone sono stati pubblicati solo su dvd. 
In Italia sono stati editati inizialmente su videocassetta da Yamato Video, che successivamente li ha raccolti in 5 dvd con il titolo generale Black Jack - Dieci indagini nel buio. L'edizione non presenta censure ed è stata doppiata a Milano. Sono stati inoltre trasmessi in prima TV sul canale Hiro in versione integrale, ma dividendo in due ogni puntata, e in seguito replicati sul canale satellitare Man-ga per interi, non più divisi. 
| Nº | Titolo italiano Giapponese 「Kanji」 - Rōmaji - Traduzione letterale                                                                          | In onda       | In onda                                           |
| Nº | Titolo italiano Giapponese 「Kanji」 - Rōmaji - Traduzione letterale                                                                          | Giapponese    | Italiano                                          |
| 1  | L'uragano della chimera 「流氷、キマイラの男」 - Ryūhyō, kimaira no otoko – "Ghiaccio, l'uomo di chimera"                                     | Mai trasmesso | 29 giugno 2009 (parte 1) 30 giugno 2009 (parte 2) |
| 2  | Processione funebre 「葬列遊戯」 - Sōretsu yūgi – "I funerali di un mostro"                                                                   | Mai trasmesso | 1º luglio 2009 (parte 1) 2 luglio 2009 (parte 2)  |
| 3  | Le medaglie di Maria 「マリア達の勲章」 - Maria-tachi no kunshō – "La medaglia della nostra Maria"                                            | Mai trasmesso | 3 luglio 2009 (parte 1) 6 luglio 2009 (parte 2)   |
| 4  | Due medici in nero 「拒食、ふたりの黒い医者」 - Kyoshoku, futari no kuroi isha – "Anoressia, due medici in nero"                              | Mai trasmesso | 7 luglio 2009 (parte 1) 8 luglio 2009 (parte 2)   |
| 5  | La civetta di San Merida 「サンメリーダの梟」 - San Merīda no fukurō – "La civetta di San Merida"                                             | Mai trasmesso | 9 luglio 2009 (parte 1) 10 luglio 2009 (parte 2)  |
| 6  | Racconto di una notte di neve 「雪の夜ばなし、恋姫」 - Yuki no yoru banashi, Koi hime – "Racconto di una notte di neve, la principessa Amore" | Mai trasmesso | 13 luglio 2009 (parte 1) 14 luglio 2009 (parte 2) |
| 7  | Giustizia bianca 「白い正義」 - Shiroi seigi – "Giustizia bianca"                                                                             | Mai trasmesso | 15 luglio 2009 (parte 1) 16 luglio 2009 (parte 2) |
| 8  | Incubo verde 「緑の思い」 - Midori no omoi – "Pensare verde"                                                                                  | Mai trasmesso | 17 luglio 2009 (parte 1) 20 luglio 2009 (parte 2) |
| 9  | Il volto oscuro 「人面瘡」 - Jinmen kasa – "Volto di acne"                                                                                    | Mai trasmesso | 21 luglio 2009 (parte 1) 22 luglio 2009 (parte 2) |
| 10 | Una donna alla deriva 「しずむ女」 - Shizumu onna – "Donna depressa"                                                                          | Mai trasmesso | 23 luglio 2009 (parte 1) 24 luglio 2009 (parte 2) |

## Black Jack (ONA)
Nel 2001 sono stati creati 12 episodi ONA basati ciascuno su episodi specifici del manga; la serie tende ad approfondire maggiormente le relazioni interpersonali fra i personaggi. Pinoko è qui doppiata da Utada Hikaru.
| Nº | Titolo italiano Giapponese 「Kanji」 - Rōmaji                           |
| 1  | Dov'è un medico! 「医者はどこだ!」 - Isha hadokoda!                     |
| 2  | Pinoko ・ romanzo 「ピノコ・ラブストーリー」 - Pinoko ・ rabusutōrī     |
| 3  | Titolo 「肩書き」 - Katagaki                                            |
| 4  | Due medici in nero 「ふたりの黒い医者」 - Futari no kuroi isha          |
| 5  | Hustle Pinoko 「ハッスルピノコ」 - Hassuru Pinoko                       |
| 6  | Ruga!! 「ちぢむ!!」 - Chidimu!!                                         |
| 7  | La casa non terminata 「やり残しの家」 - Yari nokoshi no ie             |
| 8  | Stella di magnitudine 6 「六等星」 - Rokutōsei                          |
| 9  | Marcatura 「刻印」 - Kokuin                                             |
| 10 | Come una perla 「ときには真珠のように」 - Tokiniha shinju noyōni        |
| 11 | Zampe di formica 「アリの足」 - Ari no ashi                             |
| 12 | Il poema (canzone) dell'orca 「シャチの詩(うた)」 - Shachi no shi (uta) |

## Black Jack TV
Serie del 2004 realizzata per il trentennale e omaggio del figlio Makoto Tezuka al padre Osamu. Di 62 episodi (61 + un episodio speciale all'inizio della serie), ogni episodio di questa serie riporta fedelmente titoli dei capitoli e tratti grafici del manga presentando lo stesso stile di disegno. Inedita in Italia. 

## Black Jack 21
Serie del 2006, di 17 episodi. È un reboot in cui i vari episodi (che nel manga sono autoconclusivi) vengono ora collegati un po' tutti fra loro creando una sottotrama che racconta dettagli inediti della vita del protagonista. Il 21 si riferisce sia al 21º secolo, che al massimo punteggio dell'omonimo gioco di carte. Inedita in Italia.

## Black Jack Special
Gli episodi di questo special sono tratti fedelmente dal manga e presentano lo stesso stile di disegno.
| Nº | Titolo italiano Giapponese 「Kanji」 - Rōmaji | In onda          | In onda |
| Nº | Titolo italiano Giapponese 「Kanji」 - Rōmaji | Giapponese       |         |
| 1  | Dov'è un medico! 「医者はどこだ!」 - Isha hadokoda! | 22 dicembre 2003 |         |
| 1  | Black Jack viene incaricato da un importante uomo d'affari, il signor Nikla, di salvare la vita al figlio, Akudo, che ha avuto un incidente con l'auto. Per farlo deve trapiantare gli organi del giovane nel corpo di Davy, un ragazzo che non aveva colpa se non quella di trovarsi nelle vicinanze di Akudo al momento dell'incidente. Black Jack trova però il modo di salvare la vita a Davy. |                  |         |
| 2  | Il figlio ripudiato 「勘当息子」 - Kandō musuko | ?                |         |
| 2  | Black Jack è costretto a fermarsi da una vecchietta dato che la sua auto è rimasta bloccata dalla neve. Lei le racconta che di lì a poco sarebbero arrivati i suoi tre figli a festeggiare il suo compleanno. Dopo un po', però, viene a sapere che i figli sono impegnati nel lavoro e non possono venire lì. Essendo stata "abbandonata" dai figli in quel giorno così importante per lei, decide di cenare con Black Jack e Pinoko. Ad un certo punto della serata, però, arriva nella casa della signora il suo quarto figlio, che questa aveva rinnegato perché non aveva trovato un lavoro ed era diventato un bandito. |                  |         |
| 3  | U-18 sapeva 「U-18 は知っていた」 - U-18 ha shitte ita | ?                |         |
| 3  | Il computer U-18 dirige un ospedale moderno, dove a lavorare è solo lei, senza l'ausilio di esseri umani, che sono presenti solo assicurarsi dello stato del computer. Quando, però, U-18 ha un guasto, pretende di essere riparata dal dr. Black Jack, anche se lui opera solo esseri viventi. Nonostante questo, Black Jack riesce comunque ad aggiustare il guasto del computer. |                  |         |
| 4  | Come una perla 「ときには真珠のように」 - Tokiniha shinju noyōni | ?                |         |
| 4  | Black Jack ripercorre con la memoria il momento in cui è morto Jotaro Honma, il dottore a lui molto caro che gli aveva salvato la vita quando, da piccolo, era rimasto coinvolto in un'esplosione. |                  |         |